# Parallelia crenulata
Parallelia crenulata là một loài bướm đêm trong họ Erebidae.